# Rhinoleucophenga nigrescens
Rhinoleucophenga nigrescens är en tvåvingeart som beskrevs av Malogolowkin 1946. Rhinoleucophenga nigrescens ingår i släktet Rhinoleucophenga och familjen daggflugor. Inga underarter finns listade i Catalogue of Life.